# Dzsargalant járás (Központi tartomány)
Dzsargalant járás (mongol nyelven: Жаргалант сум) Mongólia Központi tartományának egyik járása. Területe 2100 km². Népessége kb. 6200 fő.
Székhelye, Dzsargalant (Жаргалант) 170 km-re fekszik Dzúnmod tartományi székhelytől és 150km-re Ulánbátortól.